# NXT North American Championship
NXT North American Championship – tytuł mistrzowski profesjonalnego wrestlingu stworzony i promowany przez federację WWE w rozwojowym brandzie NXT. Tytuł został zaprezentowany 7 marca 2018 podczas nagrań przyszłych odcinków tygodniówki NXT. Jest to drugorzędny tytuł dla zawodników brandu NXT. Inauguracyjnym mistrzem był Adam Cole.
Na Stand & Deliver 6 kwietnia 2024 roku ogłoszono kobiecy odpowiednik tytułu przez Generalną Menadżerkę NXT Avę.

## Historia
W czerwcu 2012 roku WWE ustanowiło NXT jako swoje terytorium rozwojowe, zastępując Florida Championship Wrestling (FCW). Jednak dopiero w 2018 roku ustanowiono dla brandu mistrzostwo wtórne. Mistrzostwo zostało zaprezentowane 7 marca 2018 podczas nagrań odcinków NXT. Generalny menadżer brandu William Regal ogłosił, że na gali NXT TakeOver: New Orleans odbędzie się ladder match wyłaniający inauguracyjnego mistrza. Tej samej nocy ogłoszono jako uczestników starcia EC3, Killiana Daina, Adama Cole’a, Ricocheta, Larsa Sullivana i Velveteen Dreama. Pojedynek i tytuł wygrał Adam Cole.

## Wygląd pasa mistrzowskiego
Pas mistrzowski został po raz pierwszy zaprezentowany przez Triple H’a 3 kwietnia 2018. Wyposażony w trzy złote płytki na grubym brązowym skórzanym pasku, zaokrąglona środkowa płyta zawiera globus, który pokazuje tylko kontynent Ameryki Północnej. Baner nad kulą ziemską brzmi „North American”, a nad banerem logo NXT. Dolny baner na dole kuli zawiera napis „Champion”. W tym, co stało się charakterystyczną cechą pasów mistrzowskich WWE, dwie boczne płyty mają zdejmowaną część środkową, którą można spersonalizować za pomocą logo mistrza; domyślne płyty boczne posiadają pionowe logo NXT na globusie. Był to pierwszy drugorzędny tytuł WWE, który zawierał konfigurowalne płyty boczne. Były to jedyne mistrzostwa NXT, które miały logo NXT na domyślnych płytach bocznych do czasu wprowadzenia NXT Women’s Tag Team Championship w 2021 roku; inne mistrzostwa NXT posiadają logo WWE.

## Panowania
Na stan z dnia 28 maja 2025 było 22 mistrzów, 26 panowań i 2 wakaty. Pierwszym mistrzem był Adam Cole, który wygrał pojedynek na NXT TakeOver: New Orleans. Najdłuższe pojedyncze panowanie wynosi 273 dni i należy do Oby Femiego, a panowanie Tricka Williamsa jest najkrótsze i wynosi 3 dni. Johnny Gargano jest rekordzistą pod względem liczby panowań – 3. Najstarszym mistrzem jest Damian Priest, który wygrał tytuł w wieku 38 lat, a najmłodszym Oba Femi, który wygrał tytuł kiedy miał 22 lata.
Obecnym mistrzem jest Ethan Page, który jest w swoim pierwszym panowaniu. Pokonał poprzedniego mistrza Ricky’ego Saintsa na odcinku NXT, 27 maja 2025.